# Frédéric Erin
Frédéric Erin, né le 23 avril 1980 à Nouméa, est un athlète français, spécialiste du saut en longueur et du triple saut.

## Biographie
Lors des Jeux du Pacifique de 2011, il établit son record personnel en 8,12 m, bénéficiant d’un vent à la limite.
Frédéric Erin avait remporté pour la Nouvelle-Calédonie deux médailles d'or lors des Championnats d'Océanie d'athlétisme 2010, en saut en longueur et en triple saut et  deux ans auparavant, le titre du saut en longueur lors des Championnats d'Océanie d'athlétisme 2008.
Il est sacré champion de France de saut en longueur en 2012 avec un essai à 8,01 mètres.
Aux Jeux du Pacifique de 2015, il est médaillé d'argent en saut en longueur et médaillé de bronze en triple saut.